# Englands damlandslag i basket
Englands damlandslag i basket (engelska: England women's national basketball team) representerar England i basket på damsidan. Laget deltog första gången i Europamästerskapet 1980

### Fotnoter
1. ↑  Todor Krastev (19 mars 1980). ”Women Basketball European Championship 1980 Yugoslavia - 19-28.09 Winner Soviet Union” (på engelska). Sport Statistics. Arkiverad från originalet den 4 juli 2015. https://web.archive.org/web/20150704013550/http://todor66.com/basketball/Europe/Women_1980.html. Läst 23 juni 2015.